# Rue Nicolo
Koordinaten: 48° 52′ N, 2° 17′ O
Die Rue Nicolo ist eine 540 Meter lange und 15 Meter breite Straße im Quartier Muette des 16. Arrondissements von Paris.

## Lage
Die Straße beginnt bei der Rue de la Pompe und führt als Einbahnstraße zur Rue de Passy.

## Namensursprung
Die Straße ist benannt nach dem französischen Komponisten Nicolas Isouard (1775–1818), der unter dem Pseudonym Nicolò bekannt war.

## Geschichte
Die Straße ist eine alte Straße, die auf dem Plan de Roussel von 1748 angegeben ist und die die Rue de Passy mit der Rue de la Pompe verband. Sein westlicher Teil zwischen der heutigen Rue Vital und der Rue de la Pompe wurde um 1760 in den Park des Privathauses des Admirals d’Estaing einbezogen. Damals wurde ein Weg entlang des Parks bis zur Rue de la Tour an der Stelle des Abschnitts der Rue Guichard zwischen der Rue Nicolo und der Rue de la Tour angelegt, um die Verbindung zu Passy aufrechtzuerhalten.
In ihrem ersten Abschnitt von der Rue de Passy bis zur Rue Vital (die an dieser Stelle auch mit der Avenue Paul Doumer zusammentrifft) trug sie ursprünglich den Namen Rue des Carrières und erschien unter dieser Bezeichnung bereits auf einer 1823 erstellten Flurkarte. Ihr weiter nordwestlich gelegener Abschnitt hieß anfänglich Rue Saint-Pierre. Die geografische Fortsetzung der Straße in westlicher Richtung ist die auf der anderen Seite der Rue de la Pompe gelegene Rue Jean Richepin.
Dieser alte Weg der ehemaligen Gemeinde Passy wurde am 23. Mai 1863 in das Straßennetz von Paris aufgenommen und erhielt seinen Namen am 2. Oktober 1865.

## Sehenswürdigkeiten
- Nr. 26: Hier verstarb der Geograph Eugène Cortambert (1805–1881).
- Nr. 38: Hier wohnte der Schriftsteller Paul Milliet mit seiner Mutter. Er schrieb das Libretto zu Hérodiade von Jules Massenet und baute das Haus nach diesem Erfolg um.[1]
- Nr. 51: Hier lebte von 1859 bis 1870 die Gräfin von Castiglione (1837–1899).[2]
- Nr. 64: Während seines Aufenthaltes in Passy lebte der deutsche Dichter Heinrich Heine vorübergehend in dieser Straße.[3]